# (452307) Manawydan
(452307) Manawydan est un astéroïde géocroiseur de type Amor.

## Description
(452307) Manawydan est un astéroïde géocroiseur de type Amor. Il a été découvert le 5 décembre 1997 par le programme ODAS à Caussols.
Il présente une orbite caractérisée par un demi-grand axe de 1,87 UA, une excentricité de 0,32 et une inclinaison de 44,3 par rapport à l'écliptique.
Il est nommé d'après le personnage mythologique gallois Manawyddan Fab Llyr ; il est l'époux et le fils de Rhiannon, dont le nom fut également attribué à un autre astéroïde Amor découvert par ODAS, (16912) Rhiannon.

## Compléments